# Doença de Minamata
Doença de Minamata é uma doença neurológica causada pela intoxicação por mercúrio severa. Sinais e sintomas incluem ataxia, hipoestesia nas mãos e pés, fraqueza muscular geral, perda de visão periférica, danos à audição e fala. Em casos extremos, insanidade, paralisia, coma, e morte, ocorrem em semanas a partir do início dos sintomas. Uma forma congênita da doença afeta fetos no útero, causando microcefalia, dano cerebral extensivo, e sintomas similares à paralisia cerebral.
A doença de Minamata foi descoberta pela primeira vez em Minamata, Kumamoto, Japão, em 1956. Causada pela contaminação por metil mercúrio através da água residual liberada da indústria química Chisso, que durou de 1932 à 1968. Também foi sugerido que parte do sulfato de mercurio(II) nas águas residuais foi também metabolizado para metil mercúrio pela bactéria no sedimento. Essa bioacumulação e magnificação trófica altamente tóxica em frutos do mar e peixes na baia de Minamata e no mar de Yatsushiro, provocou a intoxicação da população local através do consumo de alimentos da pesca. A intoxicação e morte resultante de humanos e animais continuou durante 36 anos, enquanto a corporação Chisso e o governo de Kumamoto esforçaram-se pouco para prevenir a contaminação. Os efeitos em animais foram severos o suficiente em gatos para provocar o que foi chamado de "febre dos gatos dançantes".
Até março de 2021, 2,265 vitimas foram oficialmente reconhecidas como possuindo a doença de Minamata, e mais de 10,000 receberam compensações financeiras da Chisso. Em 2004, a Chisso havia pago mais de $86 milhões em compensações, e no mesmo ano foi ordenada a limpar a contaminação. Em 29 de março de 2010, foi feito um acordo para compensar vitimas até então não certificadas.
Um segundo surto da doença de Minamata ocorreu na prefeitura de Niigata em 1965. A doença de Minamata original e a doença de Minamata-Niigata são consideradas duas das quatro grandes doenças de poluição do Japão.

## 1908–1955
Em 1908, a corporação Chisso abriu pela primeira vez uma fábrica, química em Minamata, na prefeitura de Kumamoto, localizada na costa ocidental da ilha de Kyūshū. Inicialmente dedicada à produção de fertilizantes, a fábrica logo seguiu a expansão nacional da indústria química no Japão, ramificando sua produção com acetileno, etanal, ácido acético, cloreto de vinila, e octanol, entre outras substâncias. A fábrica de Minamata tornou-se uma das mais avançadas em todo o Japão. Os dejetos resultantes da manufatura desses químicos eram despejados na Baia de Minamata através da água residual da fábrica. A poluição causou um impacto ambiental imediato, com uma perceptível redução na pesca local, que levou a fábrica à compensar cooperativas de pescadores em 1926 e 1943.
A rápida expansão da fábrica Chisso contribuiu para a economia local, criando uma maior prosperidade na prefeitura. Esse fato, combinado a ausência de outras indústrias locais, determinaram que a Chisso possuisse uma grande influência na cidade. Em um ponto da história, mais da metade da arrecação por taxas da administração local vinham da corporação e seus funcionários, enquanto que a companhia e seus subsidiários eram responsáveis por criar um quarto de todos os empregos em Minamata. A cidade foi até mesmo apelidada de 'cidade-castelo' da Chisso, em referência às cidades capitais dos lordes feudais que comandavam o Japão durante do período Edo.
A fábrica da Chisso iniciou a produção de etanal em 1932, com 210 toneladas por ano. Em 1951 a produção saltou para 6,000 toneladas e eventualmente atingiu 45,245 toneladas em 1960. O rendimento da fábrica representou histericamente um quarto e um terço da produção total de etanal do Japão. A reação química utilizada para produzir o etanal empregava o sulfato de mercurio(II) como catalisador. A partir de agosto de 1951, o co-catalisador foi alterado do dióxido de manganês para o sulfuro de ferro(III). Uma reação colateral nessa ciclo catalisador levou à produção de uma pequena quantidade (cerca de 5% do resultado) do composto orgânico de mercúrio metil mercúrio. Como resultado dessa mudança no catalisador, esse composto altamente tóxico foi despejado na Baia de Minamata regularmente entre 1951 e 1968, quando o método de produção foi finalmente descontinuado.

## 1956–1959
Em 21 de abril de 1956, uma menina de cinco anos foi examinada no hospital da fábrica Chisso. Os médicos ficaram perplexos com os sintomas: dificuldade para caminhar, dificuldade na fala, e convulsões. Dois dias depois, a irmã mais nova da menina também começou à exibir os mesmos sintomas e foi, também, hospitalizada. A mãe das meninas informou os doutores que a filho dos vizinhos também estava tendo problemas similares. Após uma investigação de casa em casa, mais oito pacientes foram descobertos e hospitalizados. Em 1 de maio, o diretor do hospital relatou ao departamente de saúde local a descoberta de uma "epidemia de uma doença desconhecida do sistema nervoso central", marcando a primeira descoberta oficial da doença de Minamata.
Para investigar a epidemia, o governo local e vários médicos formaram um Comitê de Contramedidas à Doença Desconhecida no fim de maio de 1956. Devido à natureza local da doença, suspeitava-se que fosse contagiosa, e como precaução os pacientes foram isolados e suas casas desinfectadas. Embora a tese do contágio tenha sido descartada logo depois, a resposta inicial contribuiu para a estigmatização e discriminação experimentada para sobreviventes de Minamata. Durante as investigações, o comitê descobriu as anedotas surpreendentes de evidências de comportamentos estranhos em gatos e outros animais silvestres em áreas entorno das casas dos pacientes. De 1950 em diante, os gatos foram vistos tendo convulsões, comportamentos insanos, e eventualmente morrendo. Os locais denominaram isso de "doença dos gatos dançantes", devido a seu movimento erratico. Na medida que a extensão do surto foi compreendida, o comitê convidou pesquisadores da Universidade de Kumamoto para ajudar no esforço de investigação.
O Grupo de Pesquisa da Universidade de Kumamoto foi formado em 24 de agosto de 1956. Pesquisadores da Escola de Medicina começaram à visitar Minamata regularmente, e admitiram os pacientes para o hospital universitário para exames detalhados. Uma imagem mais completa dos sintomas exibidos foi gradualmente formada. A doença desenvolvia-se sem nenhum sinal prévio, com pacientes reclamanda de uma perda de sensibilidade nas mãos e pés, tornando-se incapazes de pegar pequenos objetos ou apertar botões. Além disso, não conseguiam correr ou caminhar sem tropeçar, suas vozes mudaram de tom, e muitos pacientes reclaram de dificuldades de visão, audição, e em engolir. Em geral, essas sintomas pioravam e eram seguidos de graves convulsões, coma, e eventualmente morte. Em outubro de 1956, quarenta pacientes foram descobertos, dos quais 14 haviam morrido: um taxa de fatalidade alarmante de 35%.

### Encontrando a causa
Pesquisadores de Kumadai também começaram a focar na causa da estranha doença. Eles descobriram que as vitimas, frequentemente membros da mesma família, concentravam-se em pontos de pesca na costa da Baia de Minamata. Peixes e frutos do mar locais formavam um elemento constante nas suas dietas. O gatos da área, que tendiam à comer restos de alimentos das famílias, haviam falecido com sintomas similares com os descobertos em humanos. Isso levou os pesquisadores a acreditar que o surto era causado por alguma forma de intoxicação alimentar, suspeitando principalmente da contaminação nos peixes e frutos do mar.
E 4 de novembro, o grupo de pesquisa anunciou suas descobertas iniciais: "A doença de Minamata é considerada uma intoxicação por um metais pesados, que presumivelmente adentra o corpo humano através, principalmente, de peixes e frutos do mar."

### Identificação do mercúrio
Logo que a investigação identificou um metal pesado como substância causal, a água residual da fábrica Chisso se tornou imediatamente suspeita. Os próprios testes da companhia revelaram que a água residual continha vários metais pesados em concentrações suficientes para causar impactos ambientais graves, incluindo chumbo, mercúrio, manganês, arsênio, thallium, e cobre, além do selênio calcogênio. Identificar qual toxina particular foi responsável pela doença provou-se extremamente difícil e trabalhoso. Durante os anos de 1957 e 1958, muitas teorias diferentes foram propostas por pesquisadores. Num primeiro momento, o manganês foi considerado a substância causal devido a alta concentração encontrada nos peixes e nos orgãos dos falecidos. Thallium, selênio, e múltiplos contaminantes foram avaliados, mas em março de 1958, o neurologia britânico Douglas McAlpine, que visitava a região, sugeriu que os sintomas de Minamata se assemelhavam aos da intoxicação por mercúrio, o que motivou um novo foco nas investigações.
Em fevereiro de 1959, a distribuição de mercúrio na Baia de Minamata foi investigada. Os resultados chocaram os pesquisadores envolvidos. Densas quantidades foram detectadas em peixes, frutos do mar, e no lodo da baia. A maior concentração ocorria entorno do canal de água residual da fábrica Chisso, no porto de Hyakken, e decrescia em direção ao oceano, claramente identificando a fábrica como fonte da contaminação. A poluição era tão pesada na entrada do canal, que foi avaliada em 2 kg por tonelada de sedimento, o suficiente para a mineração economicamente viável. Posteriormente, a Chisso instalou uma subsidiária para recuperar o mercúrio do lodo.
Amostras de cabelo foram retiradas de indivíduos com a doença, e também da população de Minamata em geral. Em paciente, o maior nível de mercúrio regitrado foi de 105 partes por milhão, indicando uma exposição pesada, enquanto que em residentes não-sintomáticos, o nível era de 191 ppm, comparado com o nível médio de 4 ppm para pessoas vivendo fora de Minamata.

## Leituras adicionais
- "Minamata Disease: The History and Measures", The Ministry of the Environment, (2002), retrieved 17 January 2007
- "Minamata Disease Archives" by the National Institute for Minamata Disease, retrieved 29 October 2006
- Harada, Masazumi. (1972). Minamata Disease. Kumamoto Nichinichi Shinbun Centre & Information Center/Iwanami Shoten Publishers. ISBN 4-87755-171-9 C3036
- George, S. Timothy. (2001). Minamata: Pollution and the Struggle for Democracy in Postwar Japan. Harvard University Press. ISBN 0-674-00785-9
- Ui, Jun. (1992). Industrial Pollution in Japan. United Nations University Press. ISBN 92-808-0548-7. Chapter 4, section IV
- Smith, W. E. and Smith, A. M. (1975). Minamata. Chatto & Windus, Ltd. (London), ISBN 0-7011-2131-9
- Eto, K., Marumoto, M. and Takeya, M. (2010) "The pathology of methylmercury poisoning (Minamata disease)", retrieved 7 December 2013
- Oiwa, Keibo. (2001). Rowing the Eternal Sea: The Story of a Minamata Fisherman. Rowman & Littlefield Publishers. ISBN 0-7425-0021-7
- Steingraber, Sandra. (2001). Having Faith: An Ecologist Journey to Motherhood. Perseus Publishing. ISBN 0-425-18999-6
- Approaches to Water Pollution Control, Minamata City, Kumamoto Prefecture
- Allchin, Douglas. The Poisoning of Minamata
- Saito, Hisashi. (2009). Niigata Minamata Disease:  Methyl Mercury Poisoning in Niigata, Japan. Niigata Nippo.
- Walker, Brett. (2010) "Toxic Archipelago: A History of Industrial Disease in Japan." University of Washington Press. ISBN 0-295-98954-8